# Heinrich Neisser
Heinrich Neisser (* 19. März 1936 in Wien) ist ein österreichischer Jurist und ehemaliger Politiker der ÖVP. Er war Zweiter Nationalratspräsident im österreichischen Parlament von 1994 bis 1999.

## Leben
Heinrich Neisser studierte nach seiner Matura 1954 Rechtswissenschaften an der Universität Wien. Dort wurde er 1954 Mitglied der katholischen Studentenverbindung K.Ö.St.V. Rudolfina Wien im ÖCV. 1960 wurde Neisser zum Dr. iur. promoviert. Nach dem Gerichtsjahr wurde er Richteramtsanwärter und war von 1961 bis 1966 Sekretär im Präsidium des Verfassungsgerichtshofs. 1966 wurde er Beamter im österreichischen Bundeskanzleramt (zuletzt im Verfassungsdienst). 1974 bis 1981 war Neisser Leiter einer Stabsabteilung bei der Vereinigung Österreichischer Industrieller. 1981 bis 1984 war er Bundesgeschäftsführer des Management-Clubs. 1989 wurde Heinrich Neisser Honorarprofessor für politische Wissenschaften an der Universität Wien.
Seit seinem Ausstieg aus der aktiven Politik 1999 beschäftigt er sich an der Universität Innsbruck wissenschaftlich mit der Geschichte und der Politik der Europäischen Integration, speziell mit der Europäischen Union.
Seit dem Wintersemester 1999/2000 bis Ende 2007 hielt er außerdem den Jean-Monnet-Lehrstuhl am Institut für Politikwissenschaften an der Universität Innsbruck (Gegenstand von Forschung und Lehre dieser Professur ist die Politik der Europäischen Integration).
Heinrich Neisser war von 1989 bis 2013 Präsident der Österreichischen Forschungsgemeinschaft (ÖFG), er ist Vorsitzender des Kuratoriums des Instituts für Höhere Studien (IHS) sowie Präsident der Österreichisch-Koreanischen Gesellschaft. Neisser ist zudem Vorsitzender der  Europäischen Bewegung Österreich (EBÖ), der österreichische Rat der Internationalen Europäischen Bewegung (IEB) mit Sitz in Brüssel und Obmann des Vereins Initiative Mehrheitswahlrecht und Demokratiereform.

### Politik
Neissers politische Karriere reicht bis in die späten 1960er Jahre zurück. Von 1969 bis 1970 war er Staatssekretär im Bundeskanzleramt, 1987 bis 1989 Bundesminister für Föderalismus und Verwaltungsreform in der Bundesregierung Vranitzky II. In der Zeit unmittelbar vor und nach seinem Ministeramt war er Abgeordneter zum Nationalrat (1975–1987 und 1989–1999), davon Klubobmann der ÖVP von 1990 bis 1994 und Zweiter Nationalratspräsident von 1994 bis 1999.

### Auszeichnungen
- 1983: Großes Silbernes Ehrenzeichen mit dem Stern für Verdienste um die Republik Österreich[1]
- 2004: Ehrenbürger der IMADEC University
- 2008: Österreichisches Ehrenkreuz für Wissenschaft und Kunst I. Klasse
- 2008: Großer Tiroler Adler-Orden
- 2018: Einspieler-Preis
- Militär-Verdienstzeichen

## Werke (Auswahl)
- Manfried Welan, Heinrich Neisser: Der Bundeskanzler im österreichischen Verfassungsgefüge. Verlag Gebrüder Holinek, Wien 1971.
- Heinrich Neisser, Hans Hafner: Lebenswelt Familie, Medien und Recht Verlag 1992, ISBN 3-900741-17-4
- Heinrich Neisser, Christian Brünner: Technikfolgenabschätzung. Eine Herausforderung für das Parlament, Medien und Recht Verlag 1993, ISBN 3-900741-18-2
- Heinrich Neisser, Christian Brünner, Gerhard Schäffer: Karriere durch Lehre. Veränderte Berufswelt: Neue Aufgaben für unser Bildungssystem, Medien und Recht Verlag 1991, ISBN 3-900741-09-3
- Heinrich Neisser, Gerhard Hammerschmid: Die innovative Verwaltung. Perspektiven des New Public Management in Österreich, Facultas 1998, ISBN 3-85114-607-7
- Heinrich Neisser, Bea Verschraegen: Die Europäische Union, Springer Wien 2001, ISBN 3-211-83350-1
- Heinrich Neisser, Sonja Puntscher Riekmann: Europäisierung der österreichischen Politik? Konsequenzen der EU-Mitgliedschaft, WUV-Universitätsverlag 2002, ISBN 3-85114-680-8
- Michael Ley, Heinrich Neisser, Gilbert Weiss: Politische Religion? Politik, Religion und Anthropologie im Werk von Eric Voegelin, Fink 2003, ISBN 3-7705-3930-3
- Heinrich Neisser, Gerhard Loibelsberger, Helmut Strobl: Unsere Republik auf einen Blick. Das Nachschlagewerk über Österreich, Ueberreuter 2005, ISBN 3-8000-7086-3
- Katharina von Knop (Herausgeber), Heinrich Neisser, Martin van Creveld: Countering Modern Terrorism History, Current Issuses and Future Threats, Bertelsmann Bielefeld 2005, ISBN 3-7639-3309-3